# 小規模企業共済
小規模企業共済（しょうきぼきぎょうきょうさい）は、中小企業基盤整備機構の運営する、小規模企業の役員や個人事業主が退職等で事業をやめた場合における、生活の安定や事業の再建を図るための資金をあらかじめ準備しておく共済制度。小規模企業の役員や個人事業主の退職金制度と言えるもの。毎月の掛金額は、1,000円から7万円までの範囲内（500円単位）で自由に選択できる。
掛金は税法上、全額を小規模企業共済等掛金控除として課税所得から控除できる。また、1年以内の前納掛金も同様に控除できる。なお、掛金は、役員や個人事業主等である共済契約者自身の収入の中から払い込むため、事業上の損金または必要経費には計上はできない。
事業廃業時は、60歳以上など色々と条件があるが、それらを満たすと、一括受取りと分割受取り（10年または15年）の併用にすることが出来、一括受取り分は退職所得扱い、分割受取り分は公的年金等の雑所得扱いとなる。
払い込み済み掛け金の7～9割程度の範囲で事業資金等を借り入れる事ができる。
預かり資産は国内債券を中心に運用がされている。予定利率は少しずつ下げられていて、以下の通り。
| 開始日    | 予定利率 |
| --------- | -------- |
| 1965年4月 | 6.6%     |
| 1996年4月 | 4.0%     |
| 2000年4月 | 2.5%     |
| 2004年4月 | 1.0%     |

自分で運用方針を決めたい場合は、確定拠出年金がある。同じように小規模企業共済等掛金控除として課税控除され、退職所得および公的年金等の雑所得として受け取れる。

## 加入資格
加入資格があるのは以下に該当する人。
1. 建設業、製造業、運輸業、サービス業（宿泊業・娯楽業に限る）、不動産業、農業などを営む場合は、常時使用する従業員の数が20人以下の個人事業主または会社等の役員。「会社等の役員」とは、株式会社・有限会社の取締役または監査役、合名会社・合資会社・合同会社の業務執行社員の方を指す（ただし外国法人の役員は除く）。
2. 商業（卸売業・小売業）、サービス業（宿泊業・娯楽業を除く）を営む場合は、常時使用する従業員の数が5人以下の個人事業主または会社等の役員
3. 事業に従事する組合員の数が20人以下の企業組合の役員、常時使用する従業員の数が20人以下の協業組合の役員
4. 常時使用する従業員の数が20人以下であって、農業の経営を主として行っている農事組合法人の役員
5. 常時使用する従業員の数が5人以下の弁護士法人、税理士法人等の士業法人の社員
6. 上記「1」と「2」に該当する個人事業主が営む事業の経営に携わる共同経営者（個人事業主1人につき2人まで）

加入資格が得られない者
1. 配偶者等の事業専従者（共同経営者の要件を満たしていない場合）
2. 協同組合、医療法人、学校法人、宗教法人、社会福祉法人、社団法人、財団法人、NPO法人（特定非営利活動法人）等の直接営利を目的としない法人の役員等
3. アパート経営等の事業を兼業している給与所得者（法人または個人事業主と常時雇用関係）
4. 学業を本業とする全日制高校生等
5. 会社等の役員（相談役、顧問その他実質的な経営者）であっても、商業登記簿謄本に役員登記されていない場合
6. 生命保険外務員等
7. 独立行政法人勤労者退職金共済機構が運営する「中小企業退職金共済制度」、「建設業退職金共済制度」、「清酒製造業退職金共済制度」、「林業退職金共済制度」の被共済者である場合

## 参照
1. ↑  “小規模企業共済”.   独立行政法人 中小企業基盤整備機構. 2020年4月14日閲覧。
2. ↑  共済金（解約手当金）について｜小規模企業共済（中小機構）
3. ↑  貸付制度について｜小規模企業共済（中小機構）
4. ↑  現況｜小規模企業共済（中小機構）
5. ↑  小規模企業共済制度の現状
6. ↑  加入資格｜小規模企業共済（中小機構）